# Гермарх
Гермарх (др.-греч.  Ἕρμαρχoς; около 325 г. до н. э. - около 250 г. до н. э.) — древнегреческий философ, ученик и последователь Эпикура.

## Жизнь
Родился в Митилене в бедной семье, поначалу занимался школьной риторикой, но впоследствии, когда Эпикур приехал в Митилену и обосновался там надолго, Гермарх стал его преданным учеником. По неясным причинам в Митилене стало трудно находиться, тогда Эпикур вместе с Гермархом покинули город и переехали в Лампсак, где создали новую философскую школу. Именно из Лампсака происходит большая часть известных авторов эпикурейской школы. Когда все ближайшие последователи Эпикура переехали в Афины и основали там новый «Сад» — только трое учеников носили титул kathegemones (фактически заместители главы школы) — Метродор, Полиэн и Гермарх.
Наследником Эпикура в управлении школой должен был стать Метродор из Лампсака, однако он умер слишком рано, а вскоре за ним ушел и Полиэн. Поэтому у Эпикура не было никакого варианта, кроме как назначить Гермарха своим преемником в управлении школой (ок. 270 г. до н. э.). Цицерон приводит письмо Эпикура, адресованное Гермарху, где он излагает свои предсмертные муки, и возлагает ответственность за детей Метродора на плечи Гермарху, как новому главе школы. Сам Гермарх умер уже в преклонном возрасте от паралича, показав себя способнейшим человеком, и управляя школой на протяжении 30-ти лет.

## Произведения
Согласно Диогену Лаэртскому, Гермарх автор следующих трактатов:
- Πρὸς Ἐμπεδoκλέα — Письма об Эмпедокле (22 книги)
- Περὶ τῶν μαθημάτων — О знаниях
- Πρὸς Πλάτωνα — Против Платона
- Πρὸς Ἀριστoτέλην — Против Аристотеля

Сочинения Гермарха не сохранились, из названий ясно, что его работы были направлены против философии Платона, Аристотеля и Эмпедокла. Отрывок из его "Против Эмпедокла" был процитирован Порфирием при рассмотрении вопроса о необходимости законов в обществе. Также на его воззрения о природе богов ссылается Филодем.